# Fishbrain
Fishbrain är en internet-baserad mobil-loggbok, fotodelningstjänst och socialt nätverk. Applikationen gör det möjligt för sina användare att logga data om och ta bilder av fångster och dela dem antingen offentligt eller privat i appen, samt genom en rad andra sociala nätverksplattformar, som Facebook, Twitter, Tumblr och Flickr. På så sätt blir Fishbrain en unik kunskapsuppsamling av fiskeplatser och fångster som är kopplade till dem.
Fishbrain skapades av Jens Persson, och lanserades 2010 som en gratis mobilapp. Fishbrain distribueras via Apples App Store och Google Play. Stöd för appen är tillgänglig för Iphone, Ipad, Ipod Touch och Android-telefoner.